# Strålvapen
Strålvapen (engelska: Blaster) är en typ av vapen som bygger på att någon form av stråle med otroligt hög energi avfyras från vapnet.
Forskning på denna vapentyp pågår, men hittills kända prototyper har typiskt för kort räckvidd för någon praktisk tillämpning. I USA genomfördes dock i juli 2010 ett lyckat försök där en laserkanon lyckades skjuta ned ett obemannat flygplan.

## I populärkultur
Strålvapen är rikligt förekommande i bland annar Star Wars-världen i form av pistoler, karbiner, gevär och till och med kanoner. Enligt faktaböcker om Star Wars används en gas som omvandlas till plasma genom en kraftcell och sprutas ut genom ett elektromagnetiskt fält. Ju längre energistrålen färdas, desto tunnare blir den [källa behövs].
I Star Wars-filmerna förekommer bland annat följande modeller av strålvapen:
- DL-44 - Han Solos pistol, som ansågs vara ett föråldrat vapen jämfört med ljussvärden [källa behövs].
- Bowcaster - Wookieernas laserarmborst
- DH-17 - Rebellernas strålpistol
- DH-17 Blaster Rifle - Rebellernas strålgevär
- SE-14r - Stormtroopernas minsta strålpiston
- E-11 - Stormtruppernas mellanstora strålpistol
- EE-3 - Boba Fetts strålgevär
- DLT-20A - Stormtruppernas lasergevär
- E-web - Tungt repeterlasergevär
- EE-3 - Boba Fetts lasergevär
- Defense Sporting Blaster - Leias strålpistol
- ELG-3A - Padmé Amidalas strålpistol
- WESTAR-34 - Jango Fetts strålpistol
- DC-17 - Klonsoldaternas strålpistol
- DC-15 - Klonsoldaternas mellanstora strålvapen
- DC-15s side Arm Blaster - Repeterversion av DC-15

### Fotnoter
1. ↑  William Svärd (19 juli 2010). ”Lyckat test med laserkanon” (på svenska). Aftonbladet. https://www.aftonbladet.se/nyheter/a/bKXd0e/lyckat-test-med-laserkanon. Läst 14 juli 2018.